# Leandra uliginosa
Leandra uliginosa är en tvåhjärtbladig växtart som beskrevs av Alexander Curt Brade. Leandra uliginosa ingår i släktet Leandra och familjen Melastomataceae. Inga underarter finns listade i Catalogue of Life.